# مرهم شفاه

مرطب تشابستيك

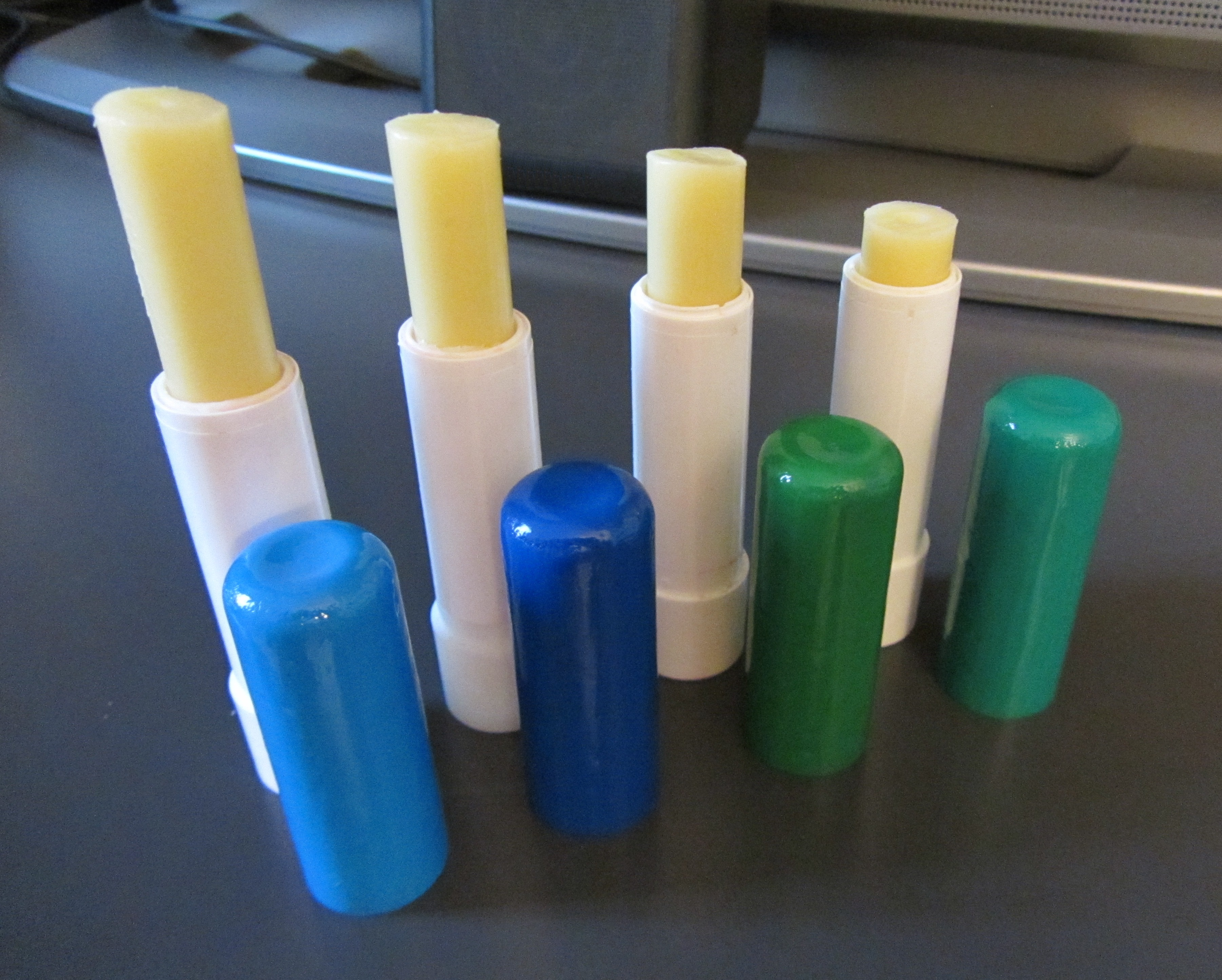
مرهمات مصنوعة يدويًا

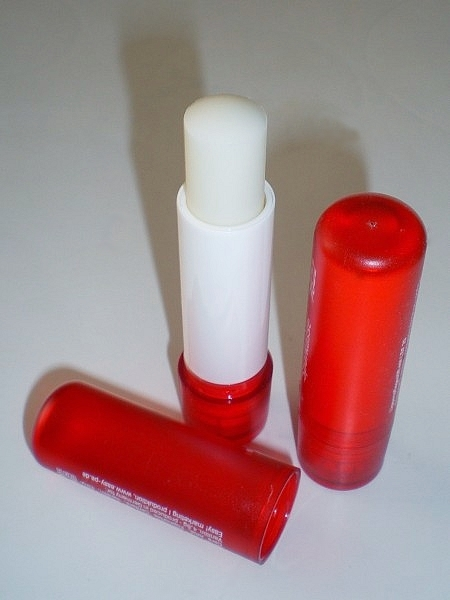

مرهم الشفاه أو بلسم الشفاه هو مادة شبيهة بالشمع توضع موضعياً على الشفاه لترطيب وتخفيف تشقق أو جفاف الشفاه أو التهاب زاوية الشفاه أو التهاب الفم أو القروح الباردة. يحتوي مرطب الشفاه على شمع العسل أو شمع كرنوبا، والكافور، وسيتيل الكحول، واللانولين، والبارافين، والفازلين، من بين مكونات أخرى. تحتوي بعض الأصناف على أصباغ، ونكهة، ورائحة، وفينول، وحمض الساليسيليك وواق شمسي.

## نظرة عامة
الغرض الأساسي من مرطب الشفاه هو توفير طبقة عازلة على سطح الشفاه لحفظ الرطوبة في الشفاه وحمايتها من التعرض الخارجي. كل من الهواء الجاف ودرجات الحرارة الباردة والرياح لها تأثير تجفيف على الجلد عن طريق سحب الرطوبة بعيدًا عن الجسم. تتعرض الشفاه لهذا بشكل خاص لأن الجلد رقيق للغاية، وبالتالي فهي غالبًا أول من تظهر عليها علامات الجفاف. تمنع المواد العازلة مثل الشمع، والفازلين فقدان الرطوبة وتحافظ على راحة الشفاه بينما يمكن أن توفر المنكهات، والملونات، وواقيات الشمس، والأدوية المختلفة فوائد إضافية ومحددة. ينتج مرطب الشفاه من شمع النحل وشمع الكانديللا والكرنوبا الطبيعي.
يوضع مرطب الشفاه باستخدام الإصبع لتطبيقه على الشفاه، أو في أنبوب على شكل أحمر الشفاه يمكن استخدامه مباشرة.
سُوق مرطب الشفاه لأول مرة في ثمانينيات القرن التاسع عشر بواسطة تشارلز براون فليت، على الرغم من أن أصوله يمكن إرجاعها إلى شمع الأذن. قبل أكثر من 40 عامًا من تقديم بلسم الشفاه التجاري من قبل فليت، أوصت ليديا ماريا تشايلد بشمع الأذن كعلاج للشفاه المتشققة في كتابها المشهور للغاية، (ربة المنزل الأمريكية المقتصدة). لاحظ تشايلد أن أولئك الذين يعانون من تشقق الشفاه وجدوا علاج شمع الأذن هذا ناجحًا عندما فشل الآخرون. إنه أحد تلك الأنواع من العلاجات، التي من المرجح جدًا أن نسخر منها؛ لكنني أعلم أنه قد يؤدي إلى نتائج مفيدة جدًا.
في عام 2019، بلغت قيمة سوق مرطب الشفاه العالمي 660 مليون دولار أمريكي. من المتوقع أن ينمو السوق بمعدل7.3 % خلال السنوات الخمس المقبلة ومن المرجح أن يصل إلى 1010 مليون دولار أمريكي بحلول عام 2024.

### أنواع بلسم الشفاه
يقسم مرطب الشفاه إلى أنواع مختلفة حسب مكوناتها:
- مرطب شفاه مرشح للأشعة فوق البنفسجية: يمكن استخدام هذا النوع من مرطب الشفاه على مدار السنة، خاصة في الصيف أو عند الإقامة في مكان به نشاط شمسي متزايد (مثل منتجعات التزلج على الجليد).
- بلسم مغذي للشفاه: هذا النوع يعمل بشكل أفضل في الشتاء.
- بلسم مرطب للشفاه: إذا قمت بتطبيق مرطب الشفاه هذا في الشتاء، يمكن أن تتشقق شفتاك لأن البلسم سريع جدًا في الامتصاص. يفضل استخدامه في الصيف.
- مرطب شفاه طبي: يجب أن يوضع بعناية. يعمل كدواء معقم ومطهر.

### تكنولوجيا الإنتاج
تتضمن تكنولوجيا إنتاج مرطب الشفاه المراحل التالية:
- تفحص المواد الخام للتأكد من جودتها، (إذ يجب أن تتوافق مستحضرات التجميل مع معايير السلامة الصارمة).
- المكونات جرعات مذابة ومختلطة( تتضمن هذه المرحلة معدات ومرافق خاصة).
- يعالج هذا الخليط في فراغ (هذه هي المرحلة التي تزال فيها الفقاعات من أحمر الشفاه).
- يتبلور الخليط، (يستغرق حوالي 48 ساعة).
- يذوب الخليط.
- يتشكل الخليط، (يقطع إلى قطع تشكل حسب الحاجة).
- يُغلف، (يعبأ مرطب الشفاه).

## إدمان
اقترح بعض الأطباء أن أنواعًا معينة من مرطب الشفاه يمكن أن تسبب الإدمان أو تحتوي على مكونات تسبب الجفاف بالفعل. يذكر مصنعو مرطب الشفاه أحيانًا في الأسئلة الشائعة الخاصة بهم أنه لا يوجد شيء يسبب الإدمان في منتجاتهم أو أن جميع المكونات مدرجة ومعتمدة من قبل إدارة الغذاء والدواء. وجد سنوبس أن الادعاء بأن هناك مواد في كارميكس مهيجة تستلزم الاستبدال، مثل الزجاج المطحون، زائف.

## الزيوت المعدنية
في عام 2015، حللت وكالة مراقبة المستهلك الألمانية شتيفتونغ فارينتيست مستحضرات التجميل التي تحتوي على زيوت معدنية. بعد تطوير طريقة اكتشاف جديدة، وجدوا تركيزات عالية من الزيوت المعدنية والهيدروكربونات العطرية《 إم أو أي إتش》 وحتى المركبات متعددة الحلقات في المنتجات التي تحتوي على زيوت معدنية مع منتجات الفازلين التي تحتوي على معظم مستحضرات التجميل التي اختُبرت 《تصل إلى 9٪》. ترى هيئة سلامة الغذاء الأوروبية أن 《إم أو أي إتش 》 والمواد متعددة الحلقات يمكن أن تسبب السرطان. بناءً على النتائج، يحذر شتيفتونغ فارينتيست من استخدام الفازلين أو أي منتج يعتمد على الزيوت المعدنية للعناية بالشفاه.